# Diospyros gambleana
Diospyros gambleana är en tvåhjärtbladig växtart som beskrevs av Bakh. Diospyros gambleana ingår i släktet Diospyros och familjen Ebenaceae. Inga underarter finns listade i Catalogue of Life.